# Fransen-Drachenköpfe
Fransen-Drachenköpfe (Rhinopias) sind eine Gattung der Knochenfische aus der Familie der Skorpionfische (Scorpaenidae). Sie kommen im Indopazifik von Süd- und Ostafrika über Mauritius, die Küste Indiens, des nördlichen Australien, Indonesien, die Philippinen bis nach Japan, Neuguinea, den Karolinen, Hawaii, Vanuatu, Neukaledonien und der Osterinsel vor. Sie leben dort gut getarnt in Korallenriffen, auf mit Algen und Tang bewachsenen Weichböden und auf bewachsenen Felsriffen in Tiefen bis zu 125 Metern.

## Merkmale

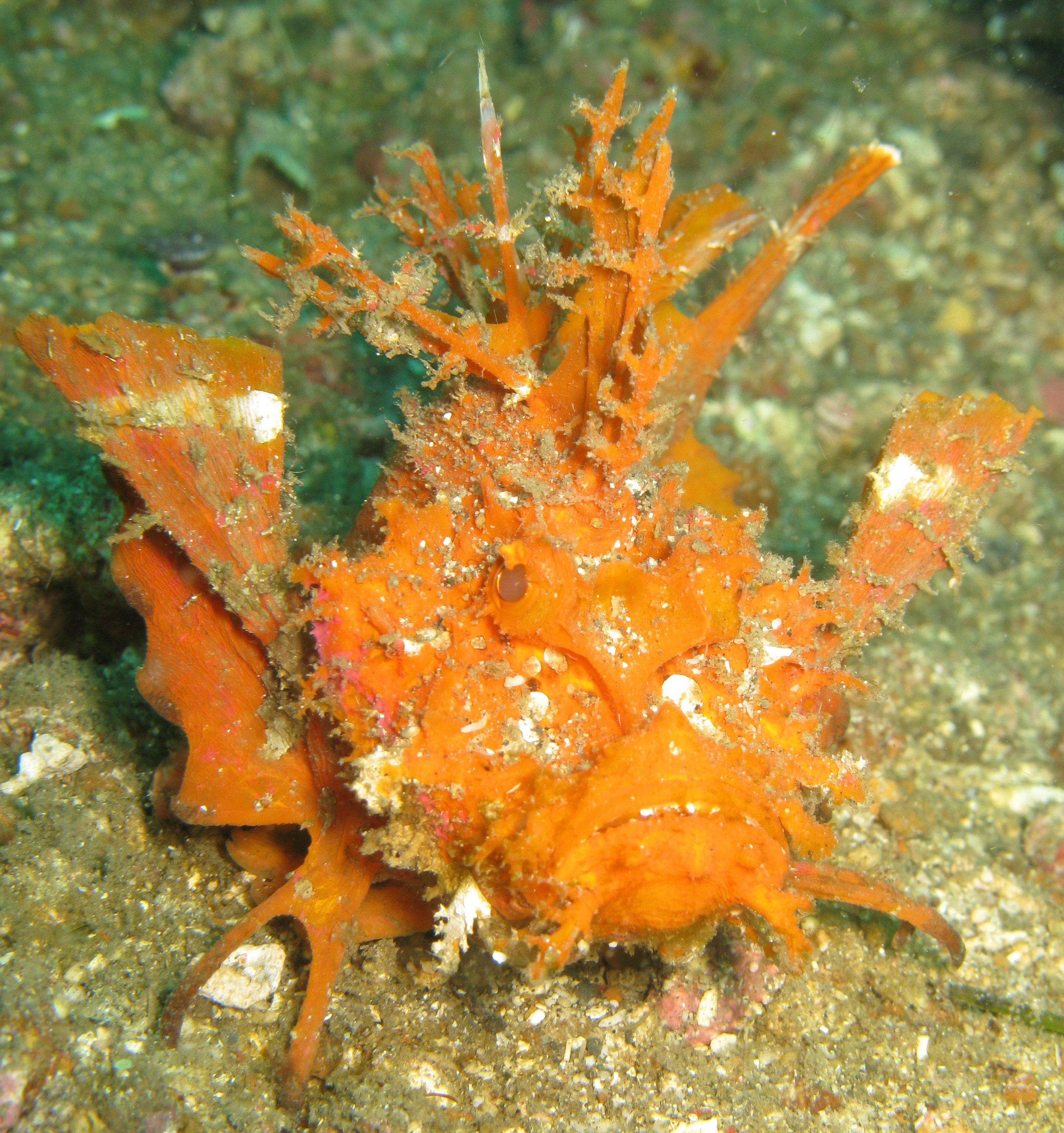
Fransen-Drachenkopf in der Straße von Lembeh

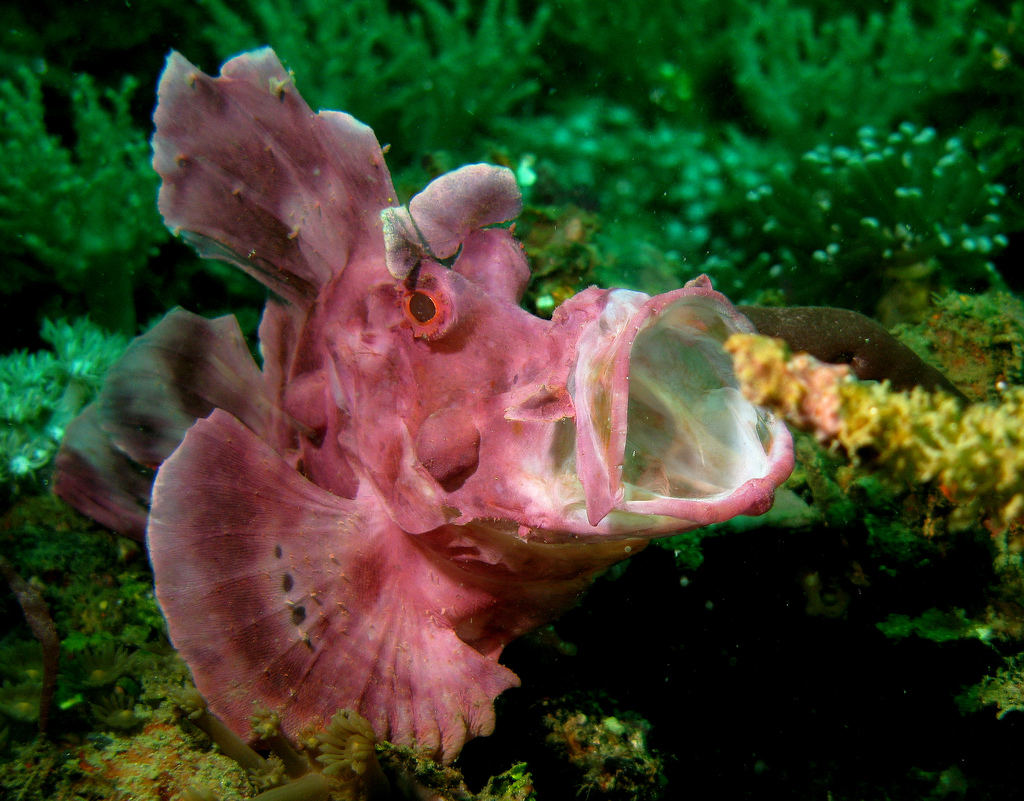
Gähnender Fransen-Drachenkopf

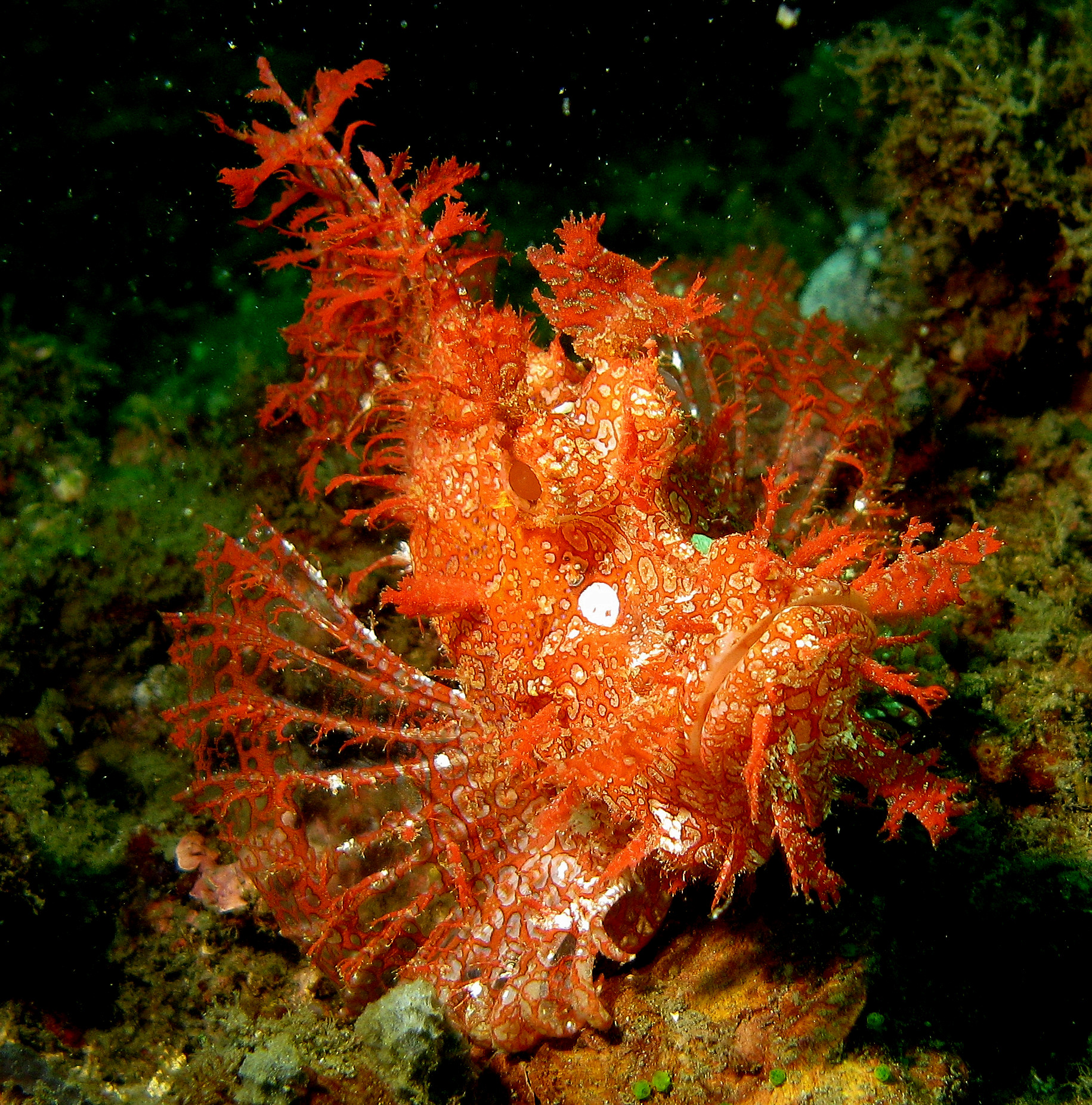
Tentakel-Drachenkopf

Fransen-Drachenköpfe werden 15 bis 25 Zentimeter lang. Ihr Körper ist hochrückig und seitlich stark abgeflacht. Das Kopfprofil ist konkav, die Augen stehen hervor, das Maul steht schräg nach oben. Kopf, Flossen und Körper sind oft mit fransenartigen, oft auch verzweigten Hautauswüchsen versehen, so dass sich die Kontur der Fische auflöst und sie haarig oder struppig wirken. Ihre Körperfarbe ist sehr variabel und kann rot, orange, rosa, violett, grün oder braun sein. Viele sind zusätzlich noch gestreift oder mit einem Punkt- oder Fleckenmuster versehen. Trotz der auffallenden Farben sind die Fische in der bunten Umgebung eines Korallenriffs gut getarnt und zwischen Korallen, sessilen Hydrozoen, Schwämmen, Algen und Seescheiden kaum zu entdecken.
Die Rückenflosse wird von zwölf Flossenstacheln und neun Weichstrahlen gestützt. Die Afterflosse hat drei Stacheln und fünf Weichstrahlen. Die Flossenstacheln von Rücken-, After- und Bauchflossen sind, wie bei allen Skorpionfischen, mit Giftdrüsen versehenen.

## Lebensweise
Fransen-Drachenköpfe ernähren sich als Lauerjäger von Garnelen, Krabben und anderen kleinen Krebstieren. Sie fressen vor allem in der Nacht. Trotz ihrer Giftigkeit werden Fransen-Drachenköpfe von Muränen, Zackenbarschen, Kugel- und Igelfischen gefressen. Sie sind wahrscheinlich empfindlich gegenüber Parasiten und Hautkrankheiten und stoßen ihre Oberhaut regelmäßig ab.
Fransen-Drachenköpfe laichen abends in der Dämmerung. Dem Ablaichen geht eine unspektakuläre Balz voraus. Der Laich wird im Freiwasser abgesetzt, während sich die Fische ruckartig einige Zentimeter über dem Meeresboden bewegen. Der ausgestoßene Eiballen enthält tausende von Eiern und quillt nach dem Ablaichen auf ein Vielfaches seiner ursprünglichen Größe auf. Die geschlüpften Larven leben zunächst pelagisch.

## Arten
- Algen-Drachenkopf (Rhinopias aphanes Eschmeyer, 1973)
- Rhinopias argoliba Eschmeyer, Hirosaki & Abe, 1973
- Rhinopias cea Randall & DiSalvo, 1997
- Eschmeyers Drachenkopf (Rhinopias eschmeyeri Condé, 1977)
- Tentakel-Drachenkopf (Rhinopias frondosa (Günther, 1892))
- Xenop-Drachenkopf (Rhinopias xenops (Gilbert, 1905))

Einige der beschriebenen Arten stellen wahrscheinlich nur farblich abweichende Morphen oder Lokalformen einer anderen Art dar.